# Fajjúmské mumiové portréty

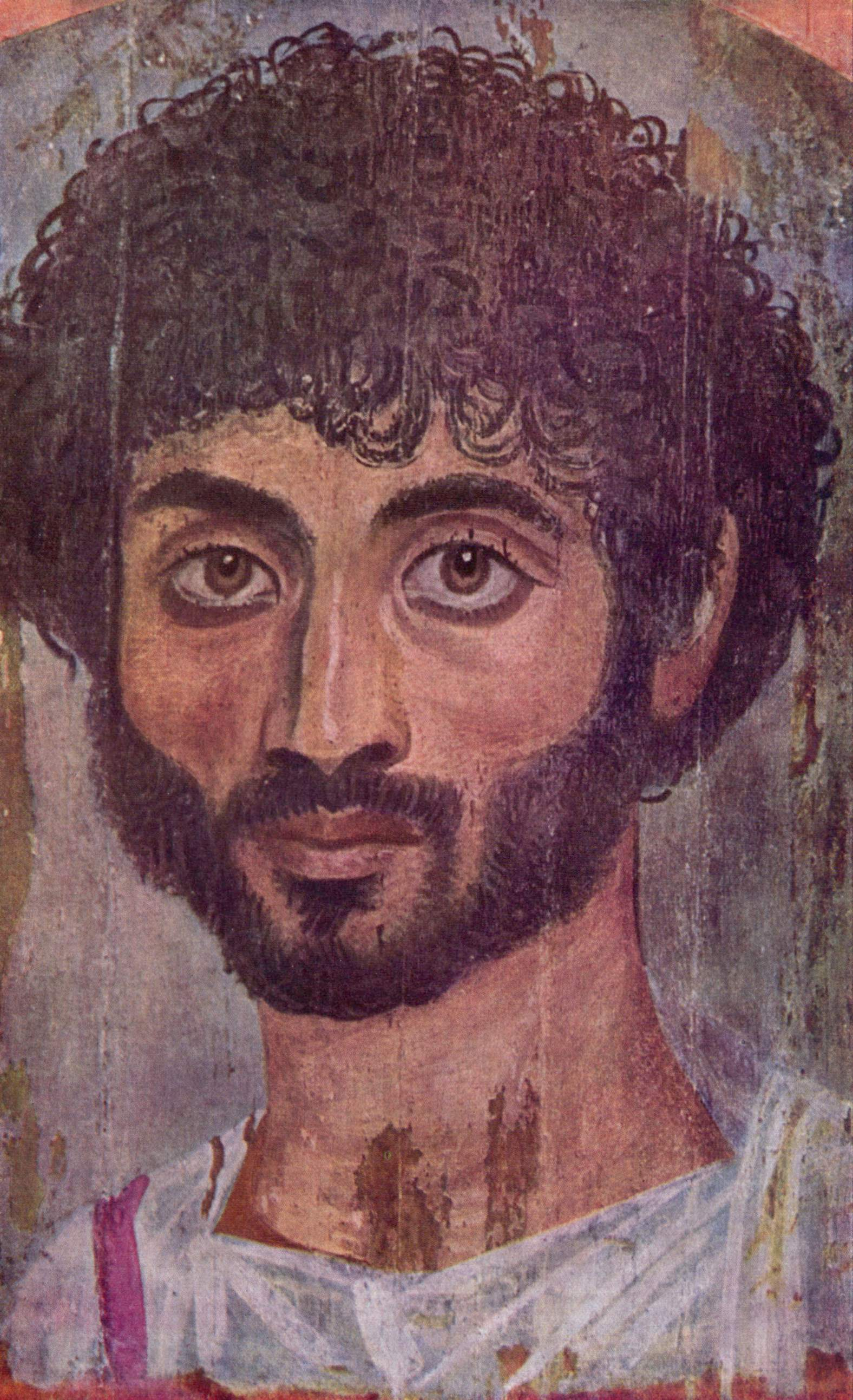
Mumiový portrét muže, 2. století, Louvre, Paříž.

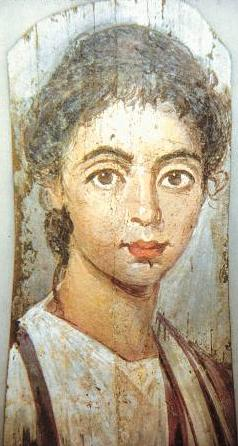
Portrét chlapce, počátek 3. století, Staatliche Museen, Berlín

Fajjúmské mumiové portréty jsou moderní termín pro realistické portréty malované na dřevěné desky připojované k mumiím v období římské nadvlády v Egyptě. Je jedním z druhů tradičního panelového malířství, které v antickém světě patřilo mezi velmi oblíbený druh umění. Ze všech těchto děl se fajjúmské portréty zachovaly jako jediné.
Mumiové portréty byly nacházeny po celém Egyptě, ale nejčastějším místem jejich objevů byla Fajjúmská oáza, zejména okolí měst Hawara a Antinoopolis. Odtud pochází jejich název, který spíše než geografické vymezení, představuje vymezení na základě stylu. Zatímco malované kartonážové obaly mumií jsou datovány do faraonského období, fajjúmské mumiové portréty představují inovaci, která přišla s římskou okupací Egypta.
Fajjúmské mumiové portréty se v egyptském pohřebním ritu vyskytovaly v období od konce 1. století př. n. l. nebo počátku 1. století n. l.. Doba ukončení jejich produkce není známa, ale odhaduje se na polovinu 3. století. Představují největší skupinu poměrně malého množství zachovaných dokladů antické tradice vysoce prestižního panelového malířství, které zachovala svoji kontinuitu až do byzantského období a pozdějšího umění v západní Evropě. Dále se projevila také v egyptském koptském umění.
Portréty bývaly připojovány k obličejům mumií. Valná část z nich byla v pozdější době odpojena a je vystavována zvlášť v muzeích po celém světě. Zobrazují hlavu nebo hlavu a horní část hrudníku jedné osoby z frontálního pohledu. Pozadí je většinou jednobarevné, někdy s ozdobnými prvky. Z pohledu umělecké tradice mají tyto obrazy původ spíše v řecko-římském umění než v egyptském. Osídlení fajjúmské oblasti zažilo velký nárůst v ptolemaiovském období, kdy byla osídlena vlnou řeckých imigrantů, především vojenských veteránů.
Jsou rozlišovány na dvě skupiny podle použité výtvarné techniky. První představovaly voskové malby technikou enkaustiky a druhé se malovaly pomocí temper. První uváděné bývaly většinou kvalitnější, neboť díla kreslená enkaustikou nepodléhají vyblednutí barev a jsou odolné vůči vlhku.
Do dnešní doby je známo asi 900 těchto portrétů. Většina z nich byla nalezena ve fajjúmských nekropolích. Díky suchému a horkému egyptskému klimatu se do dnešní doby zachovaly ve velmi dobrém stavu s téměř nevybledlými barvami.

## Historie nálezů
Portréty mumií byly poprvé objeveny a popsány italským průzkumníkem Pietrem della Valle v roce 1615, který je koupil od místního obchodníka v Sakkáře. Dvě z mumií přivezl s sebou do Evropy a dnes jsou ve státních uměleckých sbírkách v Drážďanech. Další portréty se dostaly do Evropy až v průběhu 19. století, ale jejich původ je nejasný. Staly se vyhledávanými sběratelskými předměty pro svou vlastní, zvláštní estetiku a byly široce distribuovány prostřednictvím mezinárodního obchodu s uměním.
S rozvojem moderních metod archeologických výzkumů v Egyptě koncem 19. století byly nálezy lépe zadokumentovány a chráněny. V roce 1887 objevil britský archeolog Flinders Petrie při vykopávkách v Hawaře 81 portrétních mumií a dalších 70 o dvacet let později. Jeho studie jsou stále jedinými příklady portrétů mumií, které byly dosud nalezeny jako výsledek systematického výzkumu a řádně publikovány. Jsou nejdůležitějším zdrojem informací o okolnostech nálezu portrétů mumií. Německý archeolog Richard von Kaufmann při vykopávkách ve fajjúmské oáze objevil v roce 1892 takzvanou Alininu hrobku se třemi 3 portréty, které patří mezi nejznámější. Dalšími důležitými místy byly Antinoopolis a Achmim v Horním Egyptě. 
Portréty mumií jsou zastoupeny ve všech významných archeologických muzeích světa: Egyptské muzeum v Káhiře, Britské muzeum v Londýně, Egyptské muzeum v Berlíně, Louvre v Paříži, Metropolitní muzeum v New Yorku, Puškinovo muzeum v Moskvě. Dva fajjúmské portréty jsou i ve sbírkách Národní galerie v Praze.